# Entre Rios de Minas
Entre Rios de Minas är en kommun i Brasilien.   Den ligger i delstaten Minas Gerais, i den sydöstra delen av landet, 700 km sydost om huvudstaden Brasília. Antalet invånare är 14 262.
Omgivningarna runt Entre Rios de Minas är huvudsakligen savann. Runt Entre Rios de Minas är det glesbefolkat, med 15 invånare per kvadratkilometer.